# Lukáš Matějček
Lukáš Matějček (* 10. listopadu 1995, Ostrava) je český podnikatel, cestovatel a spisovatel. Je autorem knih Dobrodruh z paneláku a Dobrodruh z paneláku: kniha druhá, které zasvětil svým cestovatelským zážitkům a začátkům podnikání. Byl spolumajitelem a zakladatelem značky koženého zboží Bagind. Dne 3. 3. 2025 však vyhlásil na Bagind insolvenci s dluhem přes 44 milionů korun.

## Biografie
Narodil se 10. listopadu 1995 v Ostravě, kde po základní škole vystudoval i Bezpečnostně právní akademii.
Ještě před ukončením studia v roce 2015 se vydal na svou první zahraniční cestu stopem do Íránu. V následujících letech procestoval dalších 49 zemí světa, z nichž se mu nejvíce zapsala do života Indie. Během 6 měsíců, které strávil v Indii a Nepálu, se Lukáš Matějček seznámil s místním kožedělcem a zrodil se nápad dodávat originální kožené doplňky z Indie do Česka.
V roce 2017 tak vznikla česká značka kožených výrobků Bagind. Jejím spolumajitelem je kromě Lukáše Matějčka také Václav Staněk, zakladatel a majitel obuvnické značky Vasky. S daným podnikaním však musel skončiť. Dôvody sú vágne opísané na stránke firmy Bagind. Podľa dokumentov zverejnených na stránke isir.justice.cz dlhodobo neplatil svoje pohľadávky a to dokonca aj voči daňovému úradu SR. Viacerí zákazníci sa sťažovali na chovanie majiteľa Bagind, kedy viacerých z nich zavádzal až do posledného okamihu pred zverejnením insolvencie.
Kromě podnikání se Lukáš Matějček také aktivně věnuje psaní. V roce 2020 vydal první díl svého cestovatelského románu Dobrodruh z paneláku a o dva roky později pak navazující díl Dobrodruh z paneláku: kniha druhá.  

## Cesty
Cestování sehrálo v životě mladého podnikatele velkou roli. V roce 2015 se vydal na první zahraniční cestu stopem do Íránu. Ještě ten samý rok navštívil Indii a Nepál. V následujících letech vedly jeho kroky třeba do Vietnamu, Thajska, Číny, Uzbekistánu, Bangladéše, Tádžikistánu, Ugandy, Rwandy a v neposlední řadě do Ekvádoru a Kolumbie. V říjnu 2022 jeho cesty čítají 49 navštívených zemí.
Kromě psaní cestovatelských románů Matějček vystupuje na cestovatelských festivalech a byl také hostem několika podcastů.